# 台西区
36°03′40″N 120°17′50″E / 36.06111°N 120.29722°E

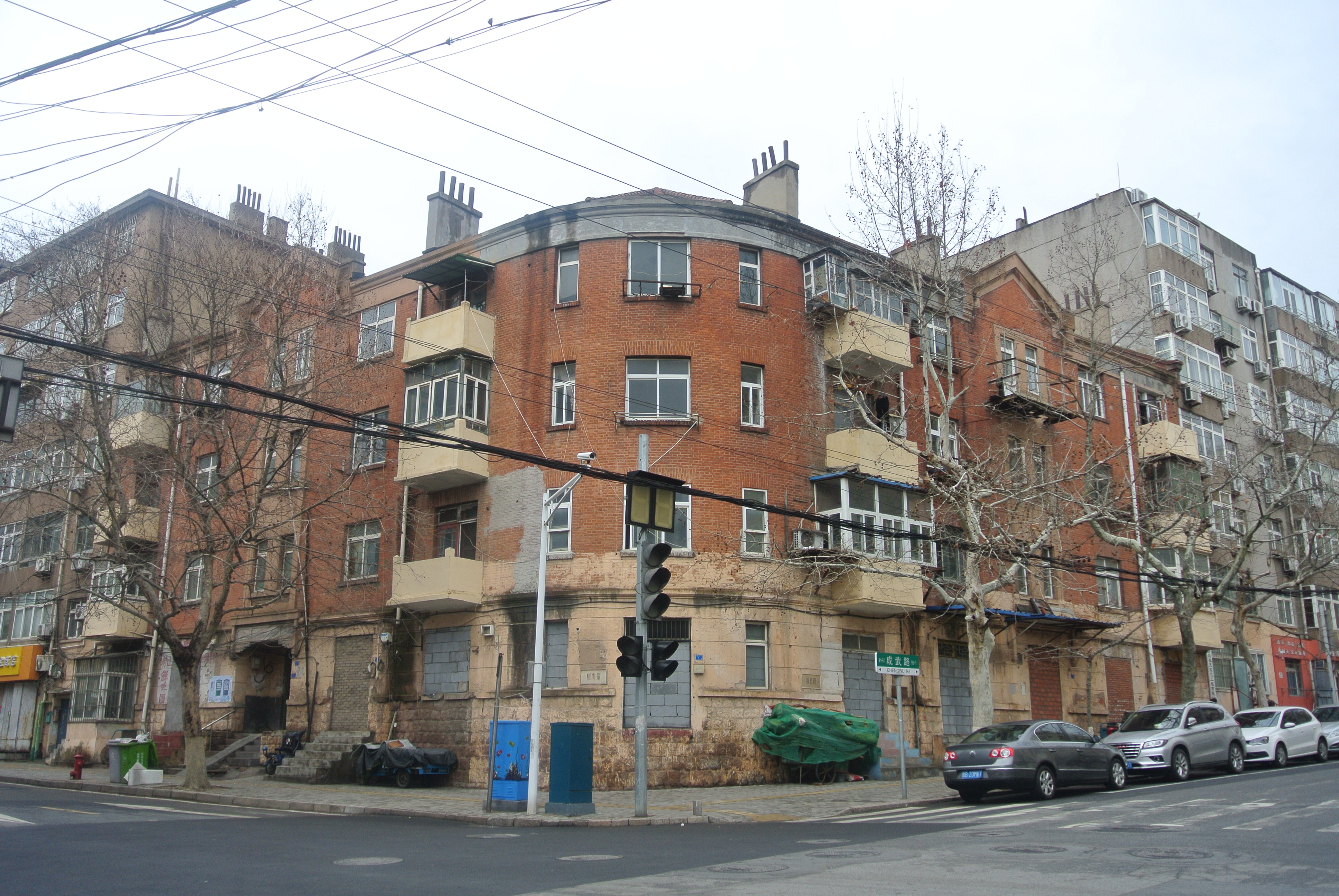
磁山路1号原中共台西区委、台西区人民政府办公楼

台西区，中华人民共和国山东省青岛市原辖区，地名沿用自原区划台西镇。位于主城区西南部，西濒胶州湾，南濒团岛湾，东接铁路青岛站，北部为青岛大港。

## 历史沿革
- 1929年9月，青岛市政府划分行政区划，撤销台西镇，成立第一区。
- 1932年，青岛市政府实施地方自治，第一区区划具体确定：面积约3平方千米，西南、西部渐成锐角，全部为半岛，终端为团岛，东邻胶济铁路。
- 1935年5月，青岛市政府重划市乡区域并改定名称，撤销第一区，成立西镇区。
- 1938年1月，日占青岛特别市实行保甲制度，警察局管辖区为保甲行政区（原西镇区分属市南区和市北区）。
- 1946年，青岛市警察、保甲区划分离：以警察区划分为7区（原西镇区分属市南区和市北区）；以保甲区划分为12个区（设置台西区）。
- 1949年，青岛市政府实行警保区划统一，台西区为统一区名。
- 1949年6月，共和国青岛市人民政府调整区划。其中台西区的区界为：东、北，上海路65号至云南路83号、胶济铁路以西；南，广州路25至71号、单县路45至67号、郓城路21至37号、云南路235至311号、磁山路2至12号、台西五路1至6号、贵州路至西海岸；西、北，濒临胶州湾。
- 1951年8月16日，经中央人民政府内务部批准，青岛市区调整区划。其中台西区的区界为：东北，自台东区与市北区分界的泄水沟起，沿胶济铁路向南，经新疆路、冠县路、莘县路、云南路、广州路、朝城路至海岸止；西，自大港5号码头起，向南沿海岸线至团岛；南，西起团岛，向东沿海岸线至朝城路南端止；北，至大港5号码头。
- 1962年12月8日，山东省人民委员会批准撤销台西区的行政建制。
- 1963年2月27日，台西区的行政建制正式撤销，其所辖云南路、郓城北路、单县路、台西三路、南村路5个街道办事处辖区划归市南区管辖；冠县路街道办事处辖区及小港码头划归市北区管辖；市南、市北在这一段区界为：自大窑沟桥洞接冠县路往南沿小港码头围墙至围墙南头。3月，国务院批准撤销台西区的行政建制。